# Carles de Valois V d'Angulema
Carles de Valois-Angulema o Carles V de Valois (Castell del Fayet, Delfinat, 28 d'abril de 1573 - París, 24 de setembre de 1650) fou fill natural del rei Carles IX de França i favorit del rei Enric III de França. Va ser comte d'Alvèrnia, després duc d'Angulema, comte de Ponthieu, cavaller de Malta i Gran Prior de França.

## Biografia

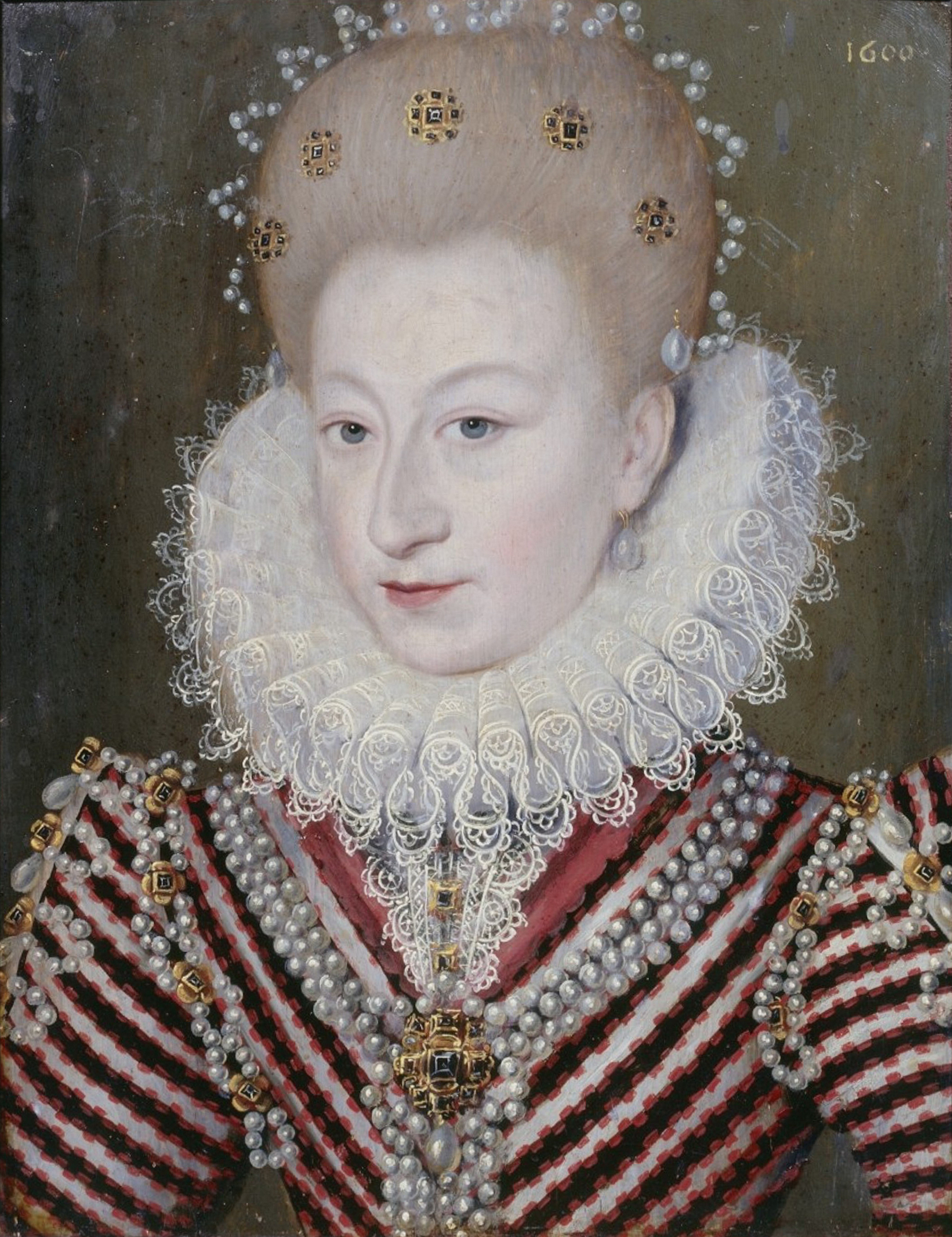
Caterina de Balzac d'Entrages, filla de Marie Touchet i favorita d'Enric IV

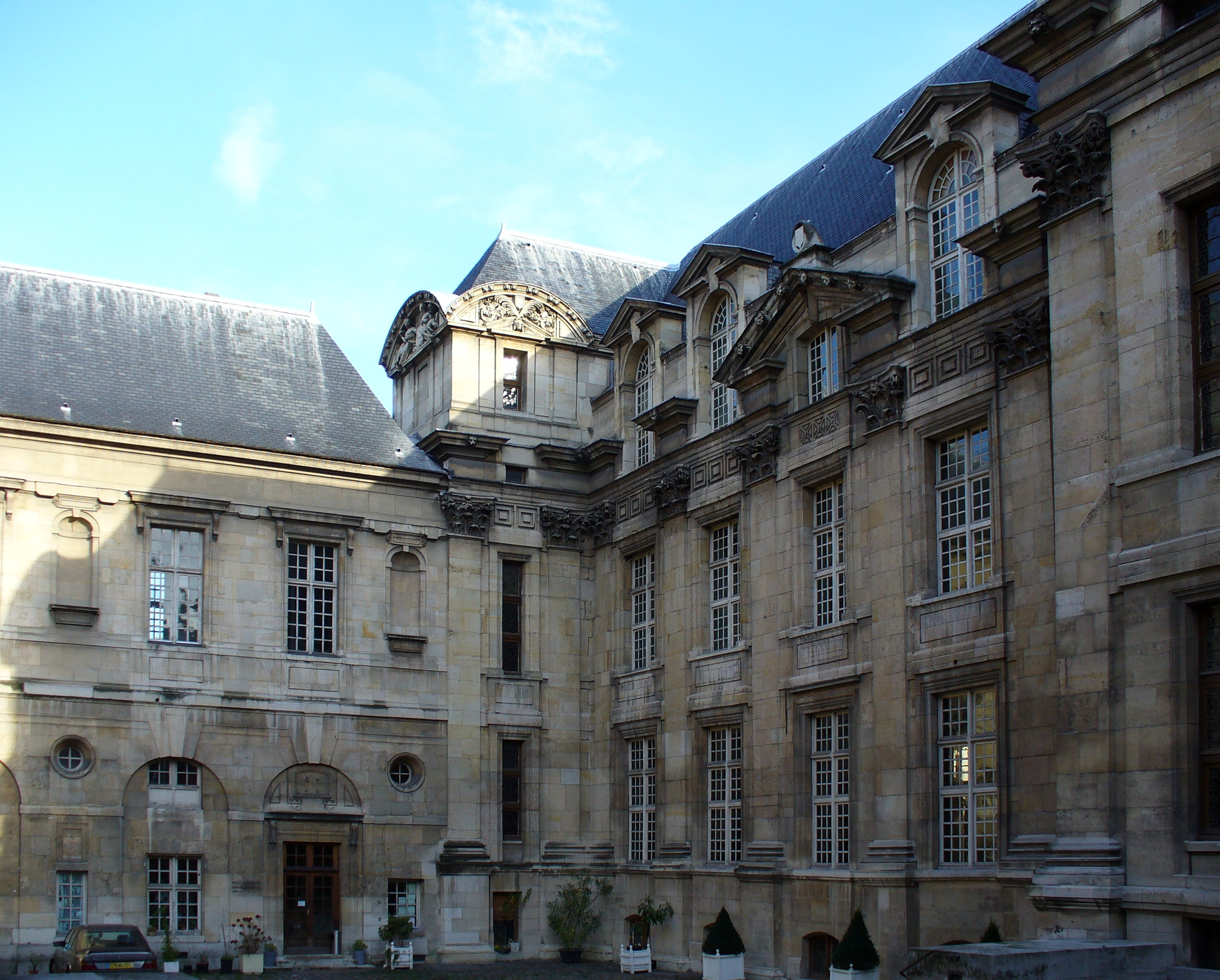
L'hotel d'Angulema a París

Va créixer a la cort francesa on va gaudir dels favors d'Enric III de França, el seu oncle. El 1586, va esdevenir abat de La Chaise-Dieu. El 3 de juny de 1589 va heretar de la seva àvia Caterina de Mèdici, el comtat d'Alvèrnia que comportava igualment els comtats de Clermont-en-Beauvaisis, de Lauraguais, de Carcassona, i d'Alais.
Carles es va involucrar el 1604 en una conspiració contra Enric IV de França muntada per la seva germanastra, Caterina de Balzac d'Entragues, amant del rei, que havia concebut ressentiment envers aquest després d'una promesa de matrimoni no complida. Volia fer reconèixer els drets al tron del seu fill gran, Gastó Enric, nascut abans que el delfí Lluís. L'1 de febrer de 1605 fou condemnat per decret del parlament a tallar-li el cap, però la seva pena fou commutada per presó perpètua. Fou empresonat a la Bastilla recobrant la llibertat el 26 de juny de 1616 gràcies al do de gents de la reina-mare Maria de Mèdici, la mare del jove Lluís XIII de França. Durant aquest temps la seva tia Margarida de Valois li va guanyar un plet, i va recuperar el 1606, per decisió del Parlament, els dominis que havia rebut el 1589: el comtat d'Alvèrnia, el de Clermont-en-Beauvaisis, el de Lauraguais, el de Carcassona, i el d'Alais.
Va combatre valentament al Llenguadoc, a Alemanya, a Lorena i a Flandes. El 1619, a la mort de Diana de França, va esdevenir duc d'Angulema, comte de Ponthieu i senyor de Cognac (gener de 1619). També va heretar de Diana l'hotel d'Angulema (avui Lamoignon) on va viure fins al 1650.
Entre 1619 i 1637 fou coronel general de la cavalleria lleugera de França. El 1623 va comprar el castell de Grosbois a Nicolas d'Harlay, senyor de Sancy, que l'havia fet construir el 1597. Fou general de l'exèrcit durant el setge de La Rochelle (1573).
Es representa tradicionalment al duc d'Angulema com un home valent, amable, espiritual, d'humor alegre, però intrigant, confús, malgastador, sense escrúpols per a les qüestions financeres. Les Historiettes de Gédéon Tallemant des Réaux narren nombroses anècdotes sobre ell.

## Llinatge
Era el fill del rei Carles IX i de la seva amant Marie Touchet. Casat en primeres noces per contracte fet a Pesenàs (avui al departament de l'Erau) el 5 de maig de 1591 a Carlota de Montmorency, comtessa de Fleix (filla d'Enric I de Montmorency i d'Antoineta de La Marck), amb la que va tenir 3 fills:
- Enric d'Angulema, comte de Lauraguès (Lauraguais), (1594 - 8 de gener de 1668 a Martigny-Lancoup). Fou desheretat el 1609 i tancat prop de 50 anys per causa de demència.
- Lluís Manel d'Angulema (1596 a Clarmont d'Alvèrnia - 13 de novembre de 1653 a París), duc d'Angulema.
- Francesc d'Angulema (1598 - 19 de setembre de 1622), comte d'Alais, baró de Coucy i de Folembray. Casat el 26 de febrer de 1622 amb Lluïsa de La Maisonfort, filla de Lluís, baró de La Maisonfort (?)
- Carlota, morta el 1636.

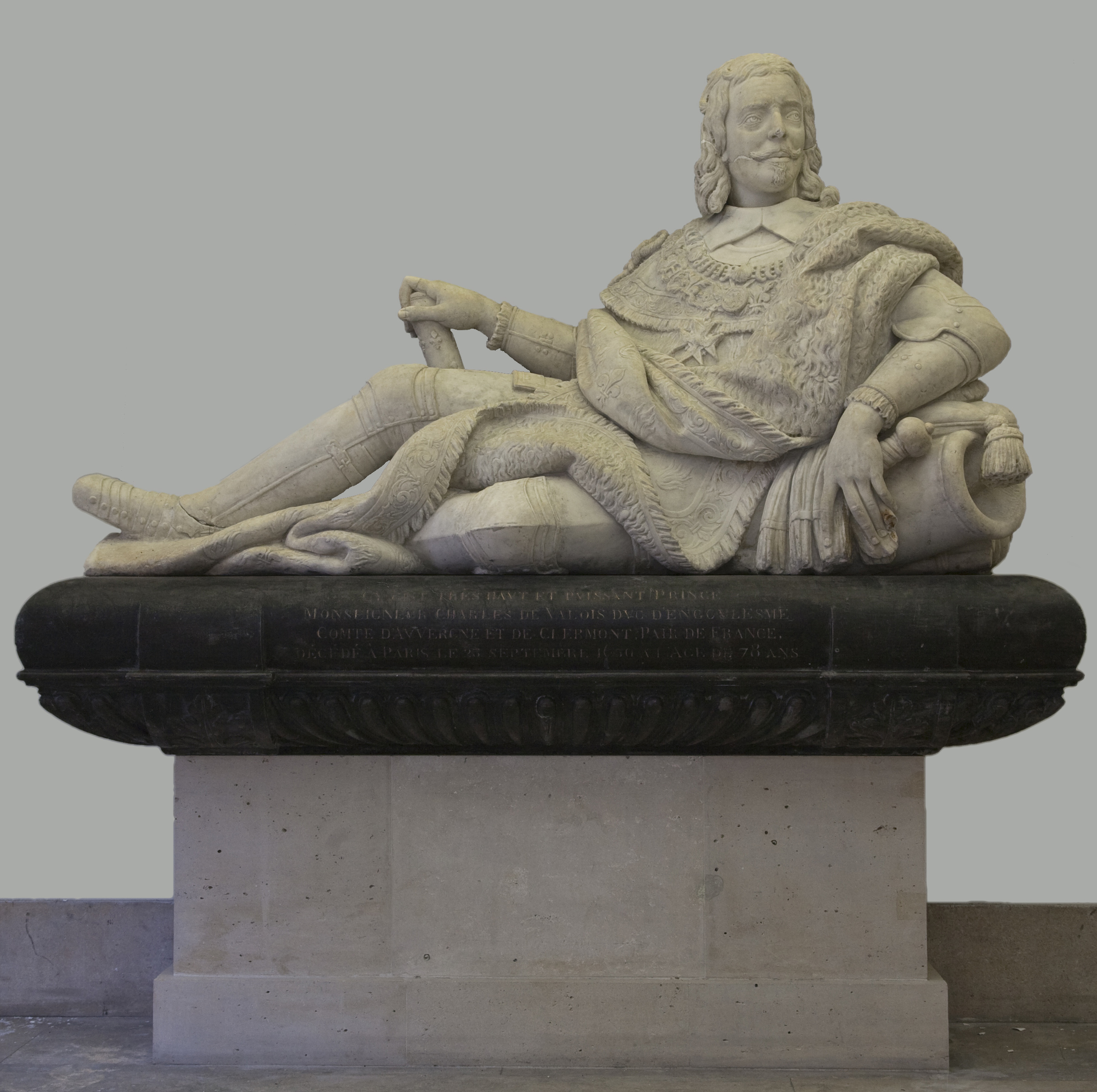
Estàtua de Carles d'Angulema

Casat en segones noces el 25 de febrer de 1644 a l'església de Boissy-Saint-Léger, a la Val-de-Marne, amb Francesca de Nargonne, nascuda el 1623, morta als 92 anys el 1715 (filla de Carles de Nargonne, baró de Mareuil-en-Brie, gouvernador de la Tour de Bouc, i de Leonor de La Rivière). D'aquest segon matrimoni no va tenir successió.
Fora de matrimoni va tenir dues filles amb Isabel de Crécy:
- Anna d'Angulema, religiosa a l'abadia de Notre-Dame de Morienval.
- Maria d'Angulema, casada en primeres noces amb Daniel d'Hazeville, i en segones amb Davis Dade.

A la seva mort Carles fou inhumat a l'església dels Mínims, a París. Es conserven d'ell unes Mémoires sur les règnes de Henri III et Henri IV, París, 1662. La seva estàtua jacent és en un pavelló al patí de la biblioteca històrica de la ciutat de París.